# Balvi
Balvi er beliggende i Balvis distrikt i det østlige Letland og fik byrettigheder i 1928. Byens navn stammer fra bækken Bolupīte og den tilhørende sø. Før Letlands selvstændighed i 1918 var byen også kendt på sit tyske navn Bolwa.